# 多被银莲花
多被银莲花（学名：Anemone raddeana）是毛茛科银莲花属的植物。分布在远东地区、朝鲜以及中国大陆的黑龙江、山东、辽宁、吉林等地，生长于海拔800米的地区，常生于山地林中或草地阴处，目前尚未由人工引种栽培。

## 别名
两头尖（东北） 老鼠屎（山东东北部）